# Kreuz Mainz-Süd
Kreuz Mainz-Süd in een knooppunt in de Duitse deelstaat Rijnland-Palts.
Op dit klaverbladknooppunt ten zuiden van de stad Mainz kruist de A60 Dreieck Nahetal-Rüsselsheim en de A63 Mainz-Kaiserslautern.

## Geografie
Het knooppunt ligt in het zuiden van de stad Mainz.
Naburige stadsdelen zijn Mareinborn en Hechtesheim.
Het dichtstbijzijnde dorp is Klein Winternheim.

## Geschiedenis
In 1973 werd de A60 opengesteld als substandaard autobahn vanaf Bingen am Rhein tot Mainz-Laubenheim. De eerste 12 kilometer van de A63 werd in 1976 opengesteld tussen afrit Mainz-Marienborn en afrit Nieder-Olm waarmee het Kreuz Mainz-Süd voltooid was. Het knooppunt zelf is sindsdien niet significant aangepast, wel is de A60 ten oosten van het knooppunt naar 2x3 rijstroken verbreed.

## Configuratie
Knooppunt
Het is een klaverbladknooppunt.
Rijstrook
Nabij het knooppunt hebben zowel de westelijke A60 als de A63 2x2 rijstroken en de oostelijke A60 heft 2x3 rijstroken.
Alle verbindingswegen hebben één rijstrook.

## Verkeersintensiteiten
| Van                              | Naar                             | Gemiddeld aantal voertuigen per dag | Percentage vrachtverkeer |
| -------------------------------- | -------------------------------- | ----------------------------------- | ------------------------ |
| AS Mainz-Lindenberg (A 60)       | AK Mainz-Süd                     | 71.800                              | 6,4 %                    |
| AK Mainz-Süd                     | AS Mainz-Hechtesheim-West (A 60) | 72.100                              | 6,4 %                    |
| AS Mainz-Marienborn (B40)/(A 63) | AK Mainz-Süd                     | 25.500                              | 8,1 %                    |
| AS Klein Winternheim (A 63)      | AK Mainz-Süd                     | 60.700                              | 7,5 %                    |

## Richtingen knooppunt
| Aansluitende wegen                            | Aansluitende wegen                                   | Aansluitende wegen | Aansluitende wegen | Aansluitende wegen |
| --------------------------------------------- | ---------------------------------------------------- | ------------------ | ------------------ | ------------------ |
|                                               |                                                      |                    |                    | richting Mainz     |
|                                               |                                                      |                    |                    |                    |
| richting Mainz-Lerchenberg Bingen / Wiesbaden | richting Mainz-Hechtsheim Darmstadt / Frankfurt a.M. |                    |                    |                    |
|                                               |                                                      |                    |                    |                    |
| richting Alzey / Ludwigshafen Kaiserslautern  |                                                      |                    |                    |                    |